# Eritrea
Eritrea és un estat de l'Àfrica nord-oriental. Limita amb el Sudan a l'oest, Etiòpia al sud i Djibouti a l'est. El nord-est del país està banyat per la Mar Roja o Mar Eritrea, d'on ve el seu nom, derivat del grec ἐρυθρός, erythrós 'vermell'. Té una superfície total d'aproximadament 117.600 km², i inclou l'arxipèlag de Dahlak i algunes de les illes Hanish. Eritrea és un dels estats sobirans més recents.
Eritrea és un país multiètnic amb nou grups ètnics reconeguts en la seva població. Eritrea té nou idiomes nacionals, que són el tigrinya, el tigre, l'àfar, el beja, el bilin, el kunama, el nara i el saho. El tigrinya, l'àrab i l'anglès són els tres idiomes de treball.  La majoria dels residents parlen llengües de la família afroasiàtica, ja siguin de les llengües semítiques etíops o de les branques cuixítiques. Entre aquestes comunitats, els Tigrinya representen aproximadament el 55% de la població, i els tigres constitueixen al voltant del 30% dels habitants. A més, hi ha diversos grups ètnics nilòtics que parlen llengües niloticosaharianes. La majoria de la gent del territori es considera cristiana o musulmana, amb una petita minoria que s'adhereix a les religions tradicionals.
El Regne d'Axum, que abastava gran part de l'actual Eritrea i el nord d'Etiòpia, fou establert durant els segles i o ii. Va adoptar el cristianisme cap a mitjan segle iv. A l'època medieval gran part d'Eritrea va caure sota el regne de Medri Bahri, amb una regió més petita formant part de Hamasien. La creació de l'actual Eritrea és el resultat de la incorporació de regnes independents diferents, com ara Medri Bahri i el sultanat d'Aussa, que acaben formant l'Eritrea italiana. Després de la derrota de l'exèrcit colonial italià el 1942, Eritrea va ser administrada per l'Administració militar britànica fins al 1952, quan l'Assemblea General de les Nacions Unides el 1952 va dictaminar que Eritrea seria governada per un parlament local, però per a afers exteriors i defensa formaria un estatus federal amb Etiòpia durant deu anys. El 1962 el govern d'Etiòpia va anul·lar el parlament eritreu i es va annexionar formalment el país. El moviment secessionista eritreu va organitzar el Front d'Alliberament d'Eritrea el 1961 i va combatre la Guerra d'Independència d'Eritrea fins que Eritrea va obtenir la independència de facto el 1991. Eritrea va guanyar la independència de jure el 1993 després d'un referèndum d’independència.
Eritrea és una república presidencial unitària de partit únic en la qual mai s'han celebrat eleccions legislatives i presidencials nacionals. Isaias Afewerki ha estat president des de la seva independència oficial el 1993. Segons Human Rights Watch, la situació dels drets humans al país es troba entre les pitjors del món. El govern eritreu ha rebutjat aquestes acusacions alegant motius polítics. En ser tots els mitjans de comunicació locals propietat de l'Estat, Eritrea fou classificat com el tercer país amb menys llibertat de premsa sols darrere de Corea del Nord i el Turkmenistan.
Eritrea és membre de la Unió Africana, les Nacions Unides i l'Autoritat Intergovernamental pel Desenvolupament, alhora que és un estat observador de la Lliga Àrab.

## Història

### Prehistòria
A Eritrea s'hi ha trobat un dels homínids més antics que representaven un possible vincle entre Homo erectus i Homo sapiens arcaic. Datat amb més d’un milió d’anys d’antiguitat, és el descobriment esquelètic més antic d’aquest tipus i proporciona un vincle entre els homínids i els primers humans anatòmicament moderns. Es creu que la depressió de Danakil també va ser un actor important en termes d'evolució humana, i pot contenir altres rastres d'evolució.
Durant l'últim període interglacial, la costa del mar Roja d'Eritrea va ser ocupada pels primers humans anatòmicament moderns. Es creu que la zona es trobava en la ruta cap a l'Àfrica que alguns estudiosos suggereixen que va ser utilitzada pels primers humans per colonitzar la resta del Vell Món. El 1999 l'equip del projecte de recerca eritreu va descobrir un jaciment paleolític amb eines de pedra i d’obsidiana datades amb més de 125.000 anys d’antiguitat a prop de la badia de Zula, al sud de Massawa. Es creu que les eines van ser utilitzades pels primers humans per recollir cloïsses i ostres.

### Antiguitat
La investigació mostra que les eines trobades a la vall de Barka, que daten del 8000 aC, semblen oferir les primeres proves concretes de l'assentament humà a la zona. Les investigacions també mostren que molts dels grups ètnics d'Eritrea van ser els primers a habitar aquestes zones.
Les excavacions a Agordat, al centre d’Eritrea, van localitzar les restes d’una antiga civilització pre-Axumita coneguda com a Gash Group. Es van trobar ceràmiques datades entre el 2500 i el 1500 aC.
Cap al 2000 aC algunes parts d’Eritrea formaren part del país de Punt. La regió produïa i exportava or, resines aromàtiques, banús, ivori i animals salvatges. La regió ja és coneguda per les expedicions comercials egípcies.
Les excavacions a Sembel van trobar evidències d'una antiga civilització pre-axumita a Asmara datada entre el 800 aC i el 400 aC. Es creu que aquesta cultura va ser una de les primeres comunitats pastorals i agrícoles de la regió.

#### Regne de D'mt
El regne de D'mt va existir vers el segle VIII al V aC a la moderna Eritrea i nord d'Etiòpia. S'han trobat molt poques inscripcions i els treballs arqueològics estan al començament. Se sap que fou l'antecedent immediat del regne d'Axum, i va acabar com a civilització abans de l'inici d'Axum. Yeha fou el centre religiós i necròpolis del país però probablement no era la capital política. La civilització va desenvolupar sistemes de reg, de treball de la terra, cultius, i va fer eines i armes de ferro. El regne va desaparèixer al segle v aC, i haurien sorgit alguns regnes successors un dels quals, Axum, hauria arribat a l'hegemonia al segle ii o I aC.

#### Regne d'Axum
El regne d'Axum fou un estat que va existir al nord de la moderna Etiòpia (regió Tigre) i Eritrea, entre el segle v aC i el segle xiii. La capital era Axum. Altres llocs importants eren Yeha, Hawulti, Matara, Adulis i Qohaito. Al moment de major expansió, el regne dominava el nord d'Etiòpia, Eritrea, el nord-est del Sudan, el sud-est d'Egipte, Djibouti, i zones del Iemen, Asir i Hijaz. Les monedes del regne apareixen a l'era cristiana; fou el primer estat que va utilitzar el signe de la creu a les seves monedes, vers la meitat del segle iv. Mani l'anomena com un dels quatre grans poders del món (Pèrsia, Roma, Xina i Axum). Com a estat cristià fou un aliat romà d'Orient i l'emperador Justí li va ordenar vers el 525 intervenir a favor dels cristians del Iemen. La seva decadència es va produir al segle vii per raons incertes que podrien estar relacionades amb el domini àrab de les rutes comercials a la mar Roja i pel Nil fins a Alexandria, principal mercat i sortida dels productes cap a l'Imperi Romà d'Orient i Europa.

### Edat Mitjana
Després del declivi d'Axum, les terres altes de l'Eritrea quedaren sota el domini del Regne cristià de Medri Bahri. Tot el domini costaner de Ma'ikele Bahri va estar sota el sultanat d'Adal durant el regnat del sultà Badlay ibn Sa'ad ad-Din. L'estat fou reconquerit posteriorment per l'emperador etíop Zara Yaqobi va li canviar el nom. La capital era Debarwa.
El 1517 els otomans havien conquerit Medri Bahri i van ocupar tot el nord-est de l'actual Eritrea durant les dues dècades següents. El territori es va convertir en una governació otomana, coneguda com Habesh Eyalet. Massawa va ser la primera capital de la nova província. Quan la ciutat va tenir una importància econòmica secundària, la capital administrativa es va traslladar a Jiddah.
El primer occidental que va visitar Eritrea va ser l'explorador portuguès Francisco Álvares el 1520. La costa de l'actual Eritrea era la que garantia la connexió amb la regió de Tigray, on els portuguesos tenien una petita colònia i, per tant, la connexió amb l'interior etíop, aliats dels portuguesos. Massawa fou l'escenari del desembarcament de tropes portugueses el 1541 per Cristòfor de Gama en la campanya militar que acabaria derrotant el sultanat d'Adal el 1543.
Els turcs van intentar ocupar les terres altes de Medri Bahri el 1559 però es van haver de retirar després de trobar resistència. Després de diversos intents de conquesta finalment els otomans foren expulsats a l'últim quart del segle xvi, tot i que van mantenir el control sobre la costa fins a la creació de l'Eritrea italiana, a finals del segle xix.

### Història contemporània

#### Eritrea italiana
Els límits de l'actual Eritrea es van establir durant la cursa per l'Àfrica. El 1869 o 1870, el cap local va vendre terres que envoltaven la badia d'Assab a la companyia naviliera Rubattino. En el buit de poder que va seguir la mort de l'emperador Joan IV d'Etiòpia el 1889, el general  Oreste Baratieri va ocupar les terres altes de la costa eritrea i Itàlia va proclamar l'establiment de la nova colònia d'Eritrea. La possessió italiana fou reconeguda per Menelik II d'Abissínia en el tractat de Wuchale del 2 de maig de 1889. A partir d'aquell any la nova administració colonial començà a desenvolupar la colònia invertint en infraestructures i desenvolupant l'agricultura, alhora que donava feina als locals en l'administració local. A més, l'administració italiana d'Eritrea va obrir nombroses fàbriques, fins a 2.198 el 1939, que produïen tota mena de productes, que donaven feina als eritreus, però cap cop més també als italians.
El 1922, l'ascens de Benito Mussolini al poder a Itàlia va portar canvis profunds al govern colonial a Eritrea. El 1936 es fusionà amb la Somàlia Italiana per formar l'Àfrica Oriental Italiana. El 1941 els britànics van expulsar els italians i es van fer càrrec de l'administració del país.

#### Federació amb Etiòpia i independència
Durant la dècada de 1950 l'administració etíop dirigida per l'emperador Haile Selassie va intentar annexionar-se Eritrea i la Somàlia italiana. Va reclamar els dos territoris en una carta a Franklin D. Roosevelt a la Conferència de Pau de París i a la Primera sessió de les Nacions Unides. Els britànics i els estatunidencs van preferir cedir tota Eritrea, excepte la província occidental, als etíops com a recompensa pel seu suport durant la Segona Guerra Mundial. El desembre de 1950 Eritrea es va federar amb Etiòpia sota l'empenta dels Estats Units. El 1958 es va fundar el Moviment d’Alliberament Eritreu, formada principalment per estudiants, professionals i intel·lectuals eritreus. L'1 de setembre de 1961 el Front d'Alliberament d'Eritrea (ELF), sota la direcció de Hamid Idris Awate, va iniciar la lluita armada per la independència. El 1962, l'emperador Haile Selassie va dissoldre unilateralment el parlament eritreu i va annexionar el territori. La guerra per la independència d'Eritrea es va prolongar durant 30 anys, fins al 1991, quan el Front Popular d'Alliberament d'Eritrea va derrotar les forces etíops a Eritrea. Després d'un referèndum supervisat per l'ONU a Eritrea (batejat com UNOVER) en què el poble eritreu va votar aclaparadorament la independència, Eritrea va declarar la seva independència i va obtenir el reconeixement internacional el 1993.

## Geografia

Eritrea i les seves principals poblacions

Eritrea es troba a l'Àfrica oriental. Limita al nord-est i a l'est amb la mar Roja, el Sudan a l’oest, Etiòpia al sud i Djibouti al sud-est. Es troba entre les latituds 12 i 18°N i les longituds 36° i 44 °E.
El país està pràcticament dividit per una branca del Rift d'Àfrica Oriental. L'arxipèlag de Dahlak i els seus caladors estan situats davant de la costa sorrenca i àrida.
Eritrea es pot dividir en tres ecoregions. A l'est de les terres altes hi ha les planes costaneres càlides i àrides que s'estenen cap al sud-est del país. Les terres altes més fresques i fèrtils, que arriben als 3.000 metres, tenen un hàbitat diferent. Els hàbitats varien des de la selva subtropical de Filfil Solomona fins als penya-segats i canyons de les terres altes del sud. La depressió d'Àfar és una triple cruïlla, on tres plaques tectòniques s'allunyen les unes de les altres. El punt més alt del país, l'Emba Soira, s'alça fins als 3.018 metres sobre el nivell del mar, mentre el desert de Danakil i la depressió de Kobar es troben a 130 metres per sota del nivell del mar.
Les principals ciutats del país són la capital, Asmara, i la ciutat portuària d'Assab, al sud-est, així com les ciutats de Massawa, Keren i Mendefera.

### Fauna salvatge

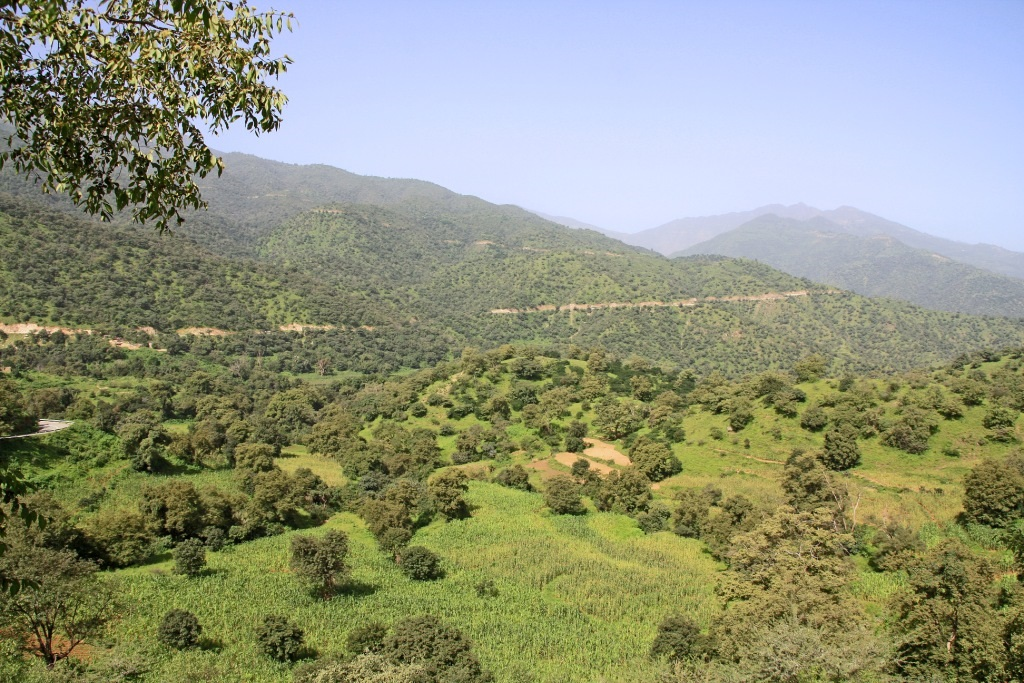
Paisatge prop de la carretera de Massawa

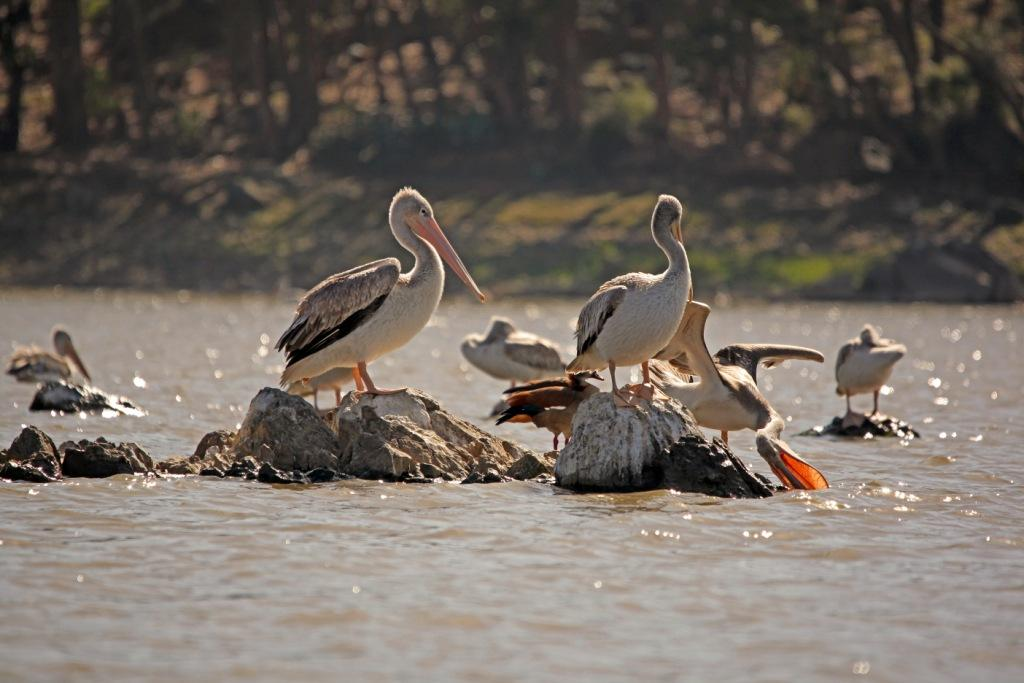
Pelicans en un estany proper a Asmara

A Eritrea hi viuen diverses espècies de mamífers i una rica avifauna amb 560 espècies d’ocells. Hi ha una gran quantitat d’espècies de caça major. Les regulacions aplicades han contribuït a augmentar constantment el seu nombre a tota Eritrea. Els mamífers més habituals són la llebre d'Etiòpia, el gat salvatge africà, el xacal de llom negre, el llop daurat africà, la geneta, marmotinis, la guineu pàl·lida, la gasela de Soemmerring i el facoquer. La gasela comuna és freqüent a les planes costaneres i a Gash-Barka.
Es diu que els lleons habiten les muntanyes de la regió de Gash-Barka. També hi ha una petita població d'elefants africans de sabana en algunes parts del país. Els dic-dic també es poden trobar a moltes zones. L'ase salvatge africà, en perill d’extinció, es pot veure a la regió de Denakalia. Altres espècies salvatges locals són duiquers, cudú gros, antílop salta-roques, lleopards africans, òrix i cocodrils. La hiena tacada és força comú. Entre el 1955 i el 2001 no es van reportar albiraments de ramats d'elefants i es creu que van ser víctimes de la guerra d'independència. El desembre de 2001 es va observar un ramat d’uns 30, 10 d'ells joves, a la rodalia del riu Gash.
Es calcula que queden al voltant de 100 elefants africans arbustius a Eritrea, el més al nord dels elefants de l'Àfrica Oriental. El gos salvatge africà, en perill d'extinció, era present a Eritrea, però ara es considera desaparegut al país. A Gash-Barka, serps com l'escurçó de serra són habituals. L'escurçó bufador i la cobra escopidora vermella estan molt esteses. A les zones costaneres les espècies marines més freqüents són el dofí, el dugong, el tauró balena, les tortugues, istiofòrids, emperador (xífid) i la manta.

### Clima
Basant-se en les variacions de temperatura, Eritrea es pot dividir àmpliament en tres zones climàtiques principals: la zona temperada, la zona de clima subtropical i la zona de clima tropical. El clima d'Eritrea es forma per les seves diverses característiques topogràfiques i la seva ubicació als tròpics. La diversitat paisatgística i topogràfica de les terres altes i baixes dona lloc a la diversitat climàtica al país. Les terres altes tenen clima temperat durant tot l'any. El clima de la majoria de zones de terres baixes és àrid i semiàrid. La distribució de les precipitacions i els tipus de vegetació varia notablement a tot el país. El clima eritreu varia en funció de les diferències estacionals i altitudinals.

## Govern i política

Assemblea Nacional d'Eritrea

El Front Popular per a la Democràcia i la Justícia (PFDJ) és l'únic partit legal d'Eritrea. No es permet l'organització d'altres grups polítics, tot i que la Constitució de 1997 no implementada preveu l'existència de polítiques multipartidistes. L’Assemblea Nacional té 150 escons. Les eleccions nacionals s'han programat i cancel·lat periòdicament; mai se n’han celebrat cap al país. El president Isaias Afwerki ocupa el càrrec des de la independència, el 1993. El 1993 es van triar 75 representants a l'Assemblea Nacional; la resta són designats. Tal com explicava l'informe del Consell de Drets Humans de l'ONU: «[d]es de llavors no s'han celebrat eleccions nacionals i mai s'han celebrat eleccions presidencials. Les eleccions locals o regionals no s'han celebrat des del 2003-2004. L'Assemblea Nacional va elegir la independència d'Eritrea primer president, Isaias Afwerki, el 1993. Després de les seves eleccions, Afwerki va consolidar el seu control del govern eritreu». El president Isaias Afwerki ha expressat regularment el seu menyspreu a la democràcia d'«estil occidental». En una entrevista del 2008 amb Al Jazeera, per exemple, va afirmar que Eritrea «haurà d'esperar tres o quatre dècades, potser més, abans de celebrar eleccions».

## Divisions administratives

Mapa amb les regions d’Eritrea: 1.Mar Roja Septentrional, 2.Anseba, 3.Gash-Barka, 4.Centra, 5.Sud, 6.Mar Roja Meridional

Eritrea es divideix en sis regions administratives. Aquestes zones es divideixen en 58 districtes.
Les regions d'Eritrea són les principals divisions geogràfiques, a través de les quals s'administra el país. Sis en total, inclouen les regions de Maekel / Central, Anseba, Gash-Barka, Debub / Sud, del Mar Roig del Nord i del Mar Roig del Sud. En el moment de la independència, el 1993, el país es va organitzar en deu províncies. Aquestes províncies eren similars a les nou províncies que funcionaven durant el període colonial. El 1996, es van consolidar en sis regions (zoba). Els límits d’aquestes noves regions es basen en conques hidrogràfiques.
| Regió                              | Superfície (km²) | Població  | Capital   |
| ---------------------------------- | ---------------- | --------- | --------- |
| Central                            | 1.300            | 1.053.254 | Asmara    |
| Anseba                             | 23.200           | 893.587   | Keren     |
| Gash-Barka                         | 33.200           | 1.103.742 | Barentu   |
| Sud                                | 8.000            | 1.476.765 | Mendefera |
| Regió de la Mar Roja Septentrional | 27.800           | 897.454   | Massawa   |
| Regió de la Mar Roja Meridional    | 27.600           | 398.073   | Assab     |

## Llengües
Eritrea té tres llengües oficials: l'àrab, l'anglès i el tigrinya. S'hi parlen més llengües, ja que el país està habitat per 9 ètnies diferents amb el seu propi idioma i cultura.

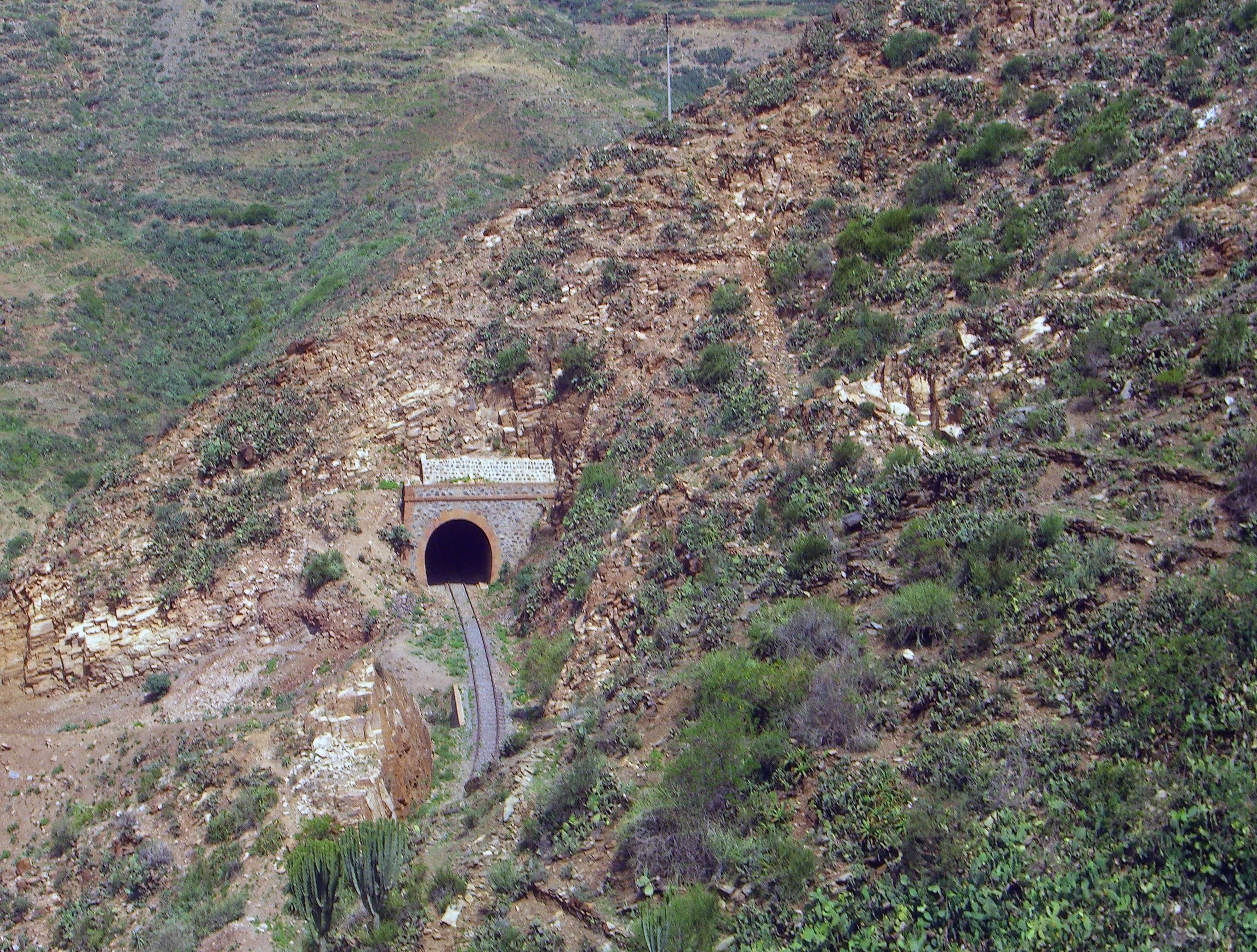
Un túnel del tren a l'altiplà d'Eritrea

El SIL International ha llistat un total de 13 llengües (una extinta):
- Àfar: 160.000 parlants a Eritrea. També es parla a Somàlia.
- Anglès.
- Àrab hijazí: Es parla a la zona de la mar Roja.
- Àrab estàndard.
- Bedawi: 150.000 parlants a Eritrea.
- Bilen: 70.000 parlants al voltant de la ciutat de Keren.
- Italià. Hi ha pocs monolingües que parlin només italià.
- Kunama: 107.000 parlants a Eritrea, sobretot a l'oest de l'estat, vora els rius Gash i Setit, a la Província del Tigre i a la frontera amb el Sudan. També es parla a Etiòpia.
- Nara: 80.000 parlants al nord de Barentu, a l'oest d'Eritrea.
- Saho: 180.000 parlants. També es parla a Etiòpia.
- Tigre: 800.000 parlants a Eritrea. També es parla al Sudan.
- Tigrinya: 1.200.000 parlants a Eritrea, sobretot al sud i al centre de l'Estat.
- Gueez: Llengua extinta, que es parlava a l'antiga Etiòpia.

A més a més, també es parlen el kanuri central, l'àrab hadramí (100.000 parlants), el haussa, el qimant, l'àrab sudanès (100.000) i l'àrab ta'izzí-adení (18.000)

## Economia
L'economia d'Eritrea ha experimentat un creixement considerable en els darrers anys (2010-2020), indicat per una millora anual del producte interior brut (PIB) amb més del 5% en els últims anys, alguns anys fins al 8,7%. Una de les principals raons del recent creixement de l'economia eritrea és l'inici de l'explotació a la mina d'or i plata de Bisha i la producció de ciment a Massawa. Un dels principals contribuents a la recuperació econòmica és la inversió en les explotacions mineres de coure, zinc i potassa de les empreses mineres australianes i xineses. També són destacables les aportacions de remeses des de l'estranger, que s'estima representen el 32% del producte intern brut.
El 70% de la força de treball eritrea treballa en l'agricultura, representant aproximadament un terç de l'economia. Els principals productes agrícoles són el sorgo, mill, ordi, blat, llegums, verdures, fruites, sèsam, lli, boví, oví, cabrum i camells.
Eritrea és un estat empobrit, on l'esperança de vida no sobrepassa els seixanta anys. L'agricultura proporciona el 80% dels ingressos. El sistema econòmic és mixt. Malgrat ser un país subdesenvolupat, manté una xarxa de carreteres en constant creixement. L'alt índex d'analfabetisme de la gent llasta l'economia. El 2003 es va fundar l'Eritrea Institute of Technology.

## Cultura
Quant a creences, predominen el cristianisme i l'islam a parts iguals.
El 24 de maig és una de les festes més importants, ja que es commemora la independència. Una altra diada assenyalada és el 20 de juny, el dia dels màrtirs. Helen Meles és una de les seves cantants i actrius més conegudes.

## Grups ètnics
- Habab
- Kunama
- Jeberti
- Marya